# A.O. Shirley Recreation Ground
A.O. Shirley Recreation Ground – wielofunkcyjny stadion w Road Town na Brytyjskich Wyspach Dziewiczych, na którym odbywają się głównie mecze piłki nożnej. Zwykle gości mecze reprezentacji Brytyjskich Wysp Dziewiczych w piłce nożnej. Stadion mieści 2000 osób.